# Хуан-Альберто Скьяффіно
Хуан-Альберто Скьяффіно (ісп. Juan Alberto Schiaffino, нар. 28 липня 1925, Монтевідео — пом. 13 листопада 2002, Монтевідео) — уругвайський та італійський футболіст, який виступав на позиції нападника та півзахисника. Чемпіон світу 1950 року у складі збірної Уругваю. П'ятиразовий чемпіон Уругваю. Триразовий чемпіон Італії. Найвеличніший футболіст Уругваю всіх часів. Після чемпіонату світу 1954 року Скьяффіно переїхав до Італії, де отримав італійське громадянство та виступав за збірну цієї країни. Після закінчення кар'єри футболіста працював тренером, очолювавши збірну Уругваю та рідний «Пеньяроль».

## Клубна кар'єра
Народився 28 липня 1925 року в місті Монтевідео в родині італійських емігрантів. З юнацьких команд грав на ролі інсайда, чому сприяла достатньо крихка статура гравця. Однак сам «Маленький маестро», як прозвали гравця після появи в основі «Пеньяроля», завжди любив підключатися на вістрі атаки і крім передач на нападників завжди багато забивав сам.
Вже в 20 років Скьяффіно став найкращим бомбардиром чемпіонату Уругваю, допомігши «Пеньяролю стати чемпіоном країни». 1949 року Скьяффіно з командою вдруге виграв чемпіонат країни, не програвши жодного матчу в турнірі.
Після цього команда разом зі Скьяффіно ставала чемпіоном Уругваю у 1951, 1953 та 1954 роках. Хуан-Альберто, який провів у «Пеньяролі» дев'ять сезонів, взяв участь у 227 матчах чемпіонату. Більшість часу, проведеного у складі «Пеньяроля», був основним гравцем команди і одним з головних бомбардирів команди, маючи середню результативність на рівні 0,39 голу за гру першості.
Після чемпіонату світу 1054 року італійський «Мілан» придбав футболіста за рекордну на той момент суму в 72 000 фунтів стерлінгів. З «Міланом» Скьяффіно неодноразово ставав чемпіоном Італії, доходив до фіналу Кубка чемпіонів в 1958 році, але, незважаючи на чудовий сольний гол уругвайця, «Мілан» все-таки поступився мадридському «Реалу» з рахунком 2:3.
Завершив професійну ігрову кар'єру у клубі «Рома», за команду якого виступав протягом 1960–1962 років і виборовши в останньому сезоні титул володаря Кубка ярмарків.

## Виступи за збірні
10 січня 1946 року дебютував в офіційних матчах у складі національної збірної Уругваю на Кубку Ріу-Бранку проти збірної Бразилії (1:1).

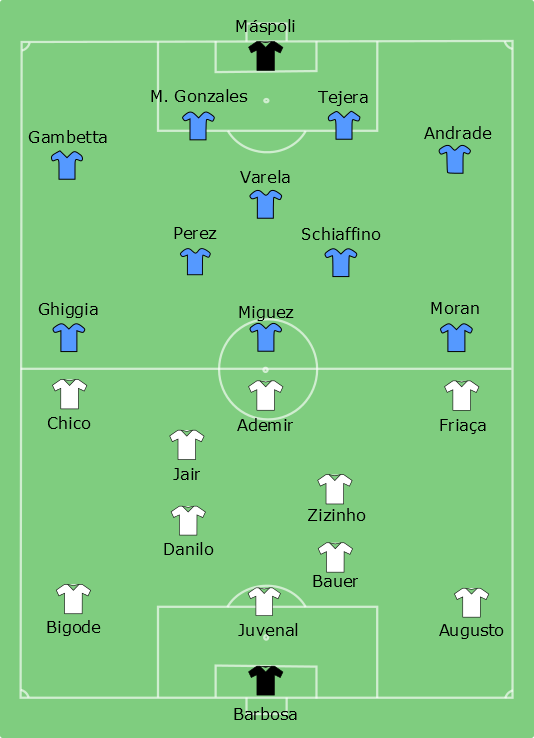
У вирішальному матчі чемпіонату світу 1950 проти Бразилії Скьяффіно діяв на позиції відтягнутого центрального форварда. Хуан виступив як основного диригента атак Селесте

1950 року Скьяффіно по-справжньому голосно заявив про себе на міжнародному рівні, коли в Сан-Паулу уругвайці на тому ж турнірі в чудовому стилі обіграли збірну Бразилії з рахунком 4:3, а Хуан-Альберто забив один із м'ячів.
На чемпіонаті світу 1950 року у Бразилії кістяк збірної становили гравці «Пеньяроля», хоча сам Скьяффіно не вважався перед початком турніру безумовним лідером команди. Проте перший же матч проти збірної Болівії розставив все по місцях. У єдиному матчі групового турніру уругвайці розгромили андців з рахунком 8:0. Хоча за офіційною статистикою ФІФА на рахунку Скьяффіно числиться дубль, а хет-триком відзначився Оскар Омар Мігес, роль в забитих голах Скьяффіно була настільки велика, що й через кілька десятиліть в деяких статистичних джерелах на його рахунку було зазначено 4 або навіть 5 голів. Завдяки перемозі «Селесте» вийшло у фінальну групу, де в перших двох матчах зіграла зі Швецією та Іспанією. А вирішальний матч був Мараканасо.

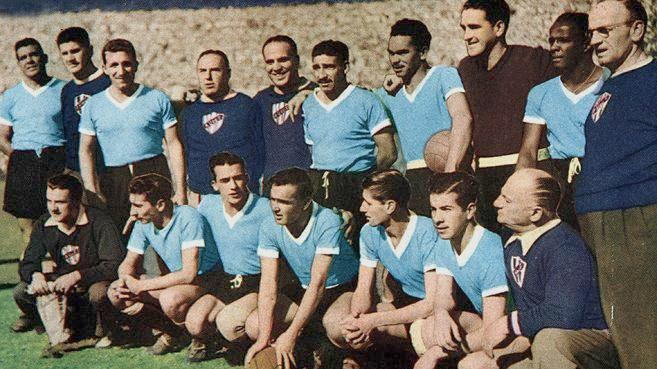
Збірна Уругваю — чемпіон світу 1950 року. Скьяффіно сидить третій праворуч (перед Рубеном Мораном та тренером Ернесто Фіголі).

У цьому матчі Скьяффіно став героєм, зрівнявши рахунок. У підсумку Уругвай у фантастичному матчі переміг Бразилію і став вдруге чемпіоном світу.
На наступному чемпіонаті світу у Швейцарії Скьяффіно знову блищав, проте Уругвай посів у підсумку всього 4-е місце, поступившись збірній Угорщини в півфіналі та збірній Австрії в матчі за 3-тє місце. Цей матч став останнім для Скьяффіно у футболці збірної Уругваю. Протягом кар'єри у національній команді, яка тривала 9 років, провів у формі головної команди країни 21 матч, забивши 8 голів.
Після чемпіонату світу 1954 року Скьяффіно переїхав до Італії, де отримав італійське громадянство та почав виступати за збірну цієї країни. 5 грудня того ж року дебютував у складі «скуадри адзурри» в товариському матчі проти збірної Аргентини (2:0). Проте закріпитись в складі італійської збірної Хуан-Альберто не зумів, зігравши за п'ять років лише у чотирьох матчах збірної.

## Кар'єра тренера
Розпочав тренерську кар'єру, повернувшись до футболу після тривалої перерви, 1974 року, очоливши тренерський штаб збірної Уругваю. Очолював команду на Кубку Америки 1975 року, де збірна поділила з бразильцями 3-4 місце.
Після цього очолював рідний «Пеньяроль», але також не досяг значних успіхів, після чого вирішив завершити з футболом і стати підприємцем.
Помер 13 листопада 2002 року на 78-му році життя у Монтевідео.

## Статистика виступів

### Статистика клубних виступів
| Сезон                 | Команда               | Чемпіонат             | Чемпіонат | Чемпіонат | Національний кубок | Національний кубок | Національний кубок | Континентальні кубки | Континентальні кубки | Континентальні кубки | Інші змагання | Інші змагання | Інші змагання | Усього | Усього |
| Сезон                 | Команда               | Ліга                  | Ігор      | Голів     | Ліга               | Ігор               | Голів              | Ліга                 | Ігор                 | Голів                | Ліга          | Ігор          | Голів         | Ігор   | Голів  |
| --------------------- | --------------------- | --------------------- | --------- | --------- | ------------------ | ------------------ | ------------------ | -------------------- | -------------------- | -------------------- | ------------- | ------------- | ------------- | ------ | ------ |
| 1945                  | «Пеньяроль»           | ПД                    | 0         | 0         | ?                  | ?                  | ?                  | ?                    | ?                    | ?                    | ?             | ?             | ?             | 0      | 0      |
| 1946                  | «Пеньяроль»           | ПД                    | 23        | 13        | ?                  | ?                  | ?                  | ?                    | ?                    | ?                    | ?             | ?             | ?             | 23     | 13     |
| 1947                  | «Пеньяроль»           | ПД                    | 19        | 5         | ?                  | ?                  | ?                  | ?                    | ?                    | ?                    | ?             | ?             | ?             | 19     | 5      |
| 1948                  | «Пеньяроль»           | ПД                    | 24        | 11        | ?                  | ?                  | ?                  | ?                    | ?                    | ?                    | ?             | ?             | ?             | 24     | 11     |
| 1949                  | «Пеньяроль»           | ПД                    | 31        | 13        | ?                  | ?                  | ?                  | ?                    | ?                    | ?                    | ?             | ?             | ?             | 31     | 13     |
| 1950                  | «Пеньяроль»           | ПД                    | 16        | 7         | ?                  | ?                  | ?                  | ?                    | ?                    | ?                    | ?             | ?             | ?             | 16     | 7      |
| 1951                  | «Пеньяроль»           | ПД                    | 34        | 9         | ?                  | ?                  | ?                  | ?                    | ?                    | ?                    | ?             | ?             | ?             | 34     | 9      |
| 1952                  | «Пеньяроль»           | ПД                    | 38        | 20        | ?                  | ?                  | ?                  | ?                    | ?                    | ?                    | ?             | ?             | ?             | 38     | 20     |
| 1953                  | «Пеньяроль»           | ПД                    | 34        | 7         | ?                  | ?                  | ?                  | ?                    | ?                    | ?                    | ?             | ?             | ?             | 34     | 7      |
| 1954                  | «Пеньяроль»           | ПД                    | 8         | 3         | ?                  | ?                  | ?                  | ?                    | ?                    | ?                    | ?             | ?             | ?             | 8      | 3      |
| Усього за «Пеньяроль» | Усього за «Пеньяроль» | Усього за «Пеньяроль» | 227       | 88        |                    | ?                  | ?                  |                      | ?                    | ?                    |               | ?             | ?             | 227    | 88     |
| 1954-55               | «Мілан»               | A                     | 27        | 15        | —                  | —                  | —                  | —                    | —                    | —                    | ЛК            | 1             | —             | 28     | 15     |
| 1955-56               | «Мілан»               | A                     | 29        | 16        | —                  | —                  | —                  | КЧ                   | 6                    | 3                    | ЛК            | 2             | 3             | 37     | 22     |
| 1956-57               | «Мілан»               | A                     | 29        | 9         | —                  | —                  | —                  | —                    | —                    | —                    | ЛК            | —             | —             | 29     | 9      |
| 1957-58               | «Мілан»               | A                     | 17        | 3         | КІ                 | 3                  | 2                  | КЧ                   | 6                    | 5                    | —             | —             | —             | 26     | 10     |
| 1958-59               | «Мілан»               | A                     | 27        | 2         | КІ                 | 2                  | —                  | —                    | —                    | —                    | КД            | —             | —             | 29     | 2      |
| 1959-60               | «Мілан»               | A                     | 20        | 2         | КІ                 | —                  | —                  | КЧ                   | 1                    | —                    | КД            | 1             | —             | 22     | 2      |
| Усього за «Мілан»     | Усього за «Мілан»     | Усього за «Мілан»     | 149       | 47        |                    | 5                  | 2                  |                      | 13                   | 8                    |               | 4             | 3             | 171    | 60     |
| 1960-61               | «Рома»                | A                     | 29        | 3         | КІ                 | 1                  | —                  | КЯ                   | 7                    | —                    | —             | —             | —             | 37     | 3      |
| 1961-62               | «Рома»                | A                     | 10        | —         | КІ                 | —                  | —                  | КЯ                   | —                    | —                    | КД+КДС        | —             | —             | 10     | -      |
| Усього за «Рому»      | Усього за «Рому»      | Усього за «Рому»      | 39        | 3         |                    | 1                  | —                  |                      | 7                    | —                    |               | —             | —             | 47     | 3      |
| Усього                | Усього                | Усього                | 415       | 138       |                    | 6                  | 2                  |                      | 20                   | 8                    |               | 4             | 3             | 445    | 151    |

### Статистика виступів за збірну
| Дата      | Місто          | Господарі | Результат | Гості    | Турнір                   | Голи | Примітки |
| --------- | -------------- | --------- | --------- | -------- | ------------------------ | ---- | -------- |
| 10-1-1946 | Монтевідео     | Уругвай   | 1 – 1     | Бразилія | Кубок Ріу-Бранку         | -    | 78'      |
| 1-4-1947  | Ріо-де-Жанейро | Бразилія  | 3 – 2     | Уругвай  | Кубок Ріу-Бранку         | -    |          |
| 11-4-1948 | Монтевідео     | Уругвай   | 4 – 2     | Бразилія | Кубок Ріу-Бранку         | -    |          |
| 30-4-1950 | Ріо-де-Жанейро | Парагвай  | 2 – 3     | Уругвай  | Copa Trompowski          | -    |          |
| 6-5-1950  | Сан-Паулу      | Бразилія  | 3 – 4     | Уругвай  | Кубок Ріу-Бранку         | 1    |          |
| 14-5-1950 | Ріо-де-Жанейро | Бразилія  | 3 – 2     | Уругвай  | Кубок Ріу-Бранку         | -    |          |
| 18-5-1950 | Ріо-де-Жанейро | Бразилія  | 1 – 0     | Уругвай  | Кубок Ріу-Бранку         | -    |          |
| 2-7-1950  | Белу-Оризонті  | Болівія   | 0 – 8     | Уругвай  | ЧС 1950 - 1-й етап       | 2    |          |
| 9-7-1950  | Сан-Паулу      | Іспанія   | 2 – 2     | Уругвай  | ЧС 1950 - фінальна група | -    |          |
| 13-7-1950 | Сан-Паулу      | Швеція    | 2 – 3     | Уругвай  | ЧС 1950 - фінальна група | -    |          |
| 16-7-1950 | Ріо-де-Жанейро | Бразилія  | 1 – 2     | Уругвай  | ЧС 1950 - фінальна група | 1    |          |
| 31-5-1953 | Монтевідео     | Уругвай   | 2 – 1     | Англія   | товариський матч         | -    |          |
| 10-4-1954 | Монтевідео     | Уругвай   | 1 – 4     | Парагвай | товариський матч         | -    |          |
| 18-4-1954 | Асунсьйон      | Парагвай  | 1 – 1     | Уругвай  | товариський матч         | -    |          |
| 23-5-1954 | Лозанна        | Швейцарія | 3 – 3     | Уругвай  | товариський матч         | 1    |          |
| 5-6-1954  | Саарбрюкен     | Саар      | 1 – 7     | Уругвай  | товариський матч         | 1    |          |
| 16-6-1954 | Берн           | Чехія     | 0 – 2     | Уругвай  | ЧС 1954 - 1-й етап       | 1    |          |
| 19-6-1954 | Базель         | Шотландія | 0 – 7     | Уругвай  | ЧС 1954 - 1-й етап       | -    |          |
| 26-6-1954 | Базель         | Англія    | 2 – 4     | Уругвай  | ЧС 1954 - чвертьфінал    | 1    |          |
| 30-6-1954 | Лозанна        | Угорщина  | 4 – 2     | Уругвай  | ЧС 1954 - півфінал       | -    |          |
| 3-7-1954  | Цюрих          | Австрія   | 3 – 1     | Уругвай  | ЧС 1954 - за 3-тє місце  | -    |          |
| Усього    |                | Матчів    | 21        |          | Голів                    | 8    |          |

| Дата       | Місто   | Господарі         | Результат | Гості      | Турнір            | Голи | Примітки |
| ---------- | ------- | ----------------- | --------- | ---------- | ----------------- | ---- | -------- |
| 5-12-1954  | Рим     | Італія            | 2 – 0     | Аргентина  | товариський матч  | -    |          |
| 4-12-1957  | Белфаст | Північна Ірландія | 2 – 2     | Італія     | товариський матч  | -    |          |
| 22-12-1957 | Мілан   | Італія            | 3 – 0     | Португалія | Відбір до ЧС 1958 | -    |          |
| 15-1-1958  | Белфаст | Північна Ірландія | 2 – 1     | Італія     | Відбір до ЧС 1958 | -    |          |
| Усього     |         | Матчів            | 4         |            | Голів             | 0    |          |

## Титули і досягнення

### Внутрішні
- Чемпіон Уругваю (5):

«Пеньяроль»: 1945, 1949, 1951, 1953, 1954
- Чемпіон Італії (3):

«Мілан»: 1954-55, 1956-57, 1958-59

### Міжнародні
- Володар Латинського кубка (1):

«Мілан»: 1956
- Володар Кубка ярмарків (1):

«Рома»: 1960-61
- Найкращий бомбардир Латинського кубка (1):

«Мілан»: 1956 (3 голи)

### Збірна
- Чемпіон світу (1):

Уругвай: 1950
- 4-е місце чемпіонату світу (1):

Уругвай: 1954